# Condado de Crittenden (Kentucky)
El condado de Crittenden (en inglés: Crittenden County) es un condado en el estado estadounidense de Kentucky. En el censo de 2000 el condado tenía una población de 9.384 habitantes. La sede de condado es Marion. El condado fue fundado en 1842 y fue nombrado en honor a John J. Crittenden, quien fue gobernador de Kentucky entre 1848 y 1850.

## Geografía
Según la Oficina del Censo, el condado tiene un área total de 961 km² (371 sq mi), de la cual 938 km² (362 sq mi) es tierra y 23 km² (9 sq mi) (2,37%) es agua.

### Condados adyacentes
- Condado de Union (norte)
- Condado de Webster (noreste)
- Condado de Caldwell (sureste)
- Condado de Lyon (sur)
- Condado de Livingston (oeste)
- Condado de Hardin, Illinois (noroeste)

## Demografía
En el  censo de 2000, hubo 9.384 personas, 3.829 hogares y 2.707 familias residiendo en el condado. La densidad poblacional era de 26 personas por milla cuadrada (10/km²). En el 2000 había 4.410 unidades unifamiliares en una densidad de 12 por milla cuadrada (5/km²). La demografía del condado era de 98,24% blancos, 0,65% afroamericanos, 0,15% amerindios, 0,09% asiáticos, 0,14% de otras razas y 0,74% de dos o más razas. 0,51% de la población era de origen hispano o latino de cualquier raza. 
La renta promedio para un hogar del condado era de $29.060 y el ingreso promedio para una familia era de $36.462. En 2000 los hombres tenían un ingreso medio de $30.509 versus $18.961 para las mujeres. La renta per cápita para el condado era de $15.262 y el 19,10% de la población estaba bajo el umbral de pobreza nacional.

## Ciudades y pueblos
- Dycusburg
- Marion
- Tolu